# Marcus Octavius (tribunus plebis)
Marcus Octavius was een politicus in de late Romeinse Republiek.
Marcus Octavius was een zoon van een zekere Gnaius Octavius, vermoedelijk de consul van 128 v.Chr., en hierdoor een (jongere) broer van de consul van 87 v.Chr., die eveneens Gnaius Octavius heette. Zijn naam is verbonden met een graanwet (lex frumentaria), die hij als tribunus plebis in een onbekend jaar indiende en die een vroegere wet van Gaius Sempronius Gracchus wijzigde. De datering van het jaar waarin hij volkstribuun was, is in het historisch onderzoek omstreden. Hij werd vaak in de laatste twee decennia van de 2e eeuw v.Chr. geplaatst, maar nieuwere opvattingen dateren zijn volkstribunaat tussen 99 en 87 v.Chr.
Zijn zoon, Gnaius Octavius, werd in 76 v.Chr. consul.